# Casa de Sponheim
La casa de Sponheim o Spanheim (Spanheimer, Sponheimer en alemany) va ser un noble família alemanya medieval, que es va originar a la Francònia renana. Foren comtes de Sponheim immediats fins a 1437 i ducs de Caríntia des 1122 a 1269. Una branca cadet va governar al Comtat imperial d'Ortenburg-Neuortenburg fins a 1806. Del 1090 al 1096 va governar també a la marca d'Ístria i de 1107 a 1173 a les marques d'Ístria i de Carniola.

## Història
El nom de la família deriva de la seva seu ancestral al castell de Sponheim a les muntanyes Hunsrück, en el que avui és Burgsponheim prop de Bad Kreuznach, a Renània-Palatinat. Des del segle xi la família es va dividir en dues branques estretament relacionades. Una d'aquestes branques, probablement la major, va obtenir al segle xii el ducat de Caríntia i va originar també el comtat de Ortenburg a Baviera. L'altra branca es va quedar a la Francònia renana, conservant el comtat de Sponheim.
El fundador de la branca ducal va ser el comte Sigfrid I (1010-1065), un franc ripuari per naixement i cap militar al servei de l'emperador sali Conrad II. Per això la família és de vegades esmentada com Siegfriedings. Sigfrid va acompanyar a Conrad II el 1035 la seva campanya contra Adalberó d'Eppenstein duc de Caríntia, que per raons desconegudes havia caigut en desgràcia amb l'emperador. Per les seves noces amb Ricgarda, filla d'un dels comtes bavaresos, Engelbert de la noble casa dels Sieghardinger, es va convertir en l'hereu d'extensos territoris a Caríntia i Tirol. El 1045 Sigfrid va rebre el títol de marcravi de la Marca Hongaresa per l'emperador Enric III. El seu fill Engelbert, fou marcgrave d'Istria el 1090 i un altre fill, Hartwig va fundar l'abadia de St Pau al Lavanttal a les terres de la seva mare (1091).
Quan la casa ducal d'Eppenstein finalment es va extingir el 1122, el net de Sigfrid, Enric IV de Sponheim, va heretar el títol i fou el primer Sponheim es va convertir en duc de Caríntia (amb el nom d'Enric VI de Caríntia), així com marcgravi en incloure el ducat nominalment la italiana Marca de Verona. Quan va morir, només un any més tard, el va succeir el seu germà Engelbert, que era també Engelbert I de Carniola i II d'Ístria des de 1107. A la mort d'Engelbert els seus dominis es van repartir i el fill Engelbert (III d'Ístria i II de Carniola) va rebre les marques, mentre que el fill gran Ulric I va rebre Caríntia. El 1151 (sota Enric VII de Carintia i V de Sponheim 1144–1161) el títol nominal de marcgravi de Verona, fou perdut en favor d'Herman III de Baden. Els ducs de la casa de Sponheim van tractar de consolidar les seves possessions sent lleials a la casa de Hohenstaufen, però, van haver de lluitar amb reticents nobles locals com els Ortenburger. La dinastia va continuar a Caríntia fins a la mort el 1269 d'Ulric III.
Després del 1269, la casa comtal d'Ortenburg, fundada per Rapotó, fill d'Engelbert de Caríntia, va quedar com a representant de la nissaga.
Sota Bernat de Sponheim, duc de Caríntia des 1202 a 1256, la dinastia va arribar al seu apogeu. El 1213 es va casar amb Judit, filla del rei Ottokar I de Bohèmia vinculant la línia ducal amb la dinastia reial dels Premíslides (Přemyslides) txecs. El fill de Bernat, Ulric III, per matrimoni amb Ines de Merània el 1248 va heretar el títol de marcgravi de l'adjacent marca de Carniola. No obstant això, com que va sobreviure als seus fills, Carintia i Carniola van passar per pacte de successió reciproca (acord secret de 1268) al seu cosí el rei Ottokar II de Bohèmia. Aquestes terres estaven entre les que Rodolf I d'Habsburg va confiscar després de la seva elecció com a rei dels Romans l'any 1273.
El fundador de la branca renana va ser el comte de Sponheim Esteve I (+ 1080), que podria haver estat un cosí germà, un fill o un nebot de Sigfrid I. Un dels seus successors, Godofreu III (1183-1218) es va casar amb Adelaida de Sayn, germana i hereva de l'últim comte de Sayn, Enric II. El 1437 aquesta branca de Sponheim es va extingir en línia directe masculina, i els descendents femenins de la línia, és a dir, els marcgravis de Baden i els comtes palatins de Simmern-Zweibrücken-Birkenfeld, van prendre el títol de comtes de Sponheim, juntament amb el príncep elector del Palatinat, que havia rebut una petita part com a dot.
La branca dels comtes de Ortenburg va subsistir i encara existeix avui dia a Tambach (Baviera). Una línia lateral de la branca renana sobreviu també amb els prínceps de Sayn-Wittgenstein.

## Genealogia

### Línia Ducal

Escut d'armes fins al 1246

- Sigfrid I (+ 1065), comte de la Vall Pusteria, Marcgravi de la Marca Hongaresa
  - Hartwig (+ 1102), arquebisbe de Magdeburg
  - Engelbert I (+ 1096), Marcgravi d'Ístria
    - Bernat I (+ 1147), Marcgravi de la Marca Víndica
    - Ricardis (morts cap al 1112), casada amb el marcgravi de Carniola Poppó II
    - Enric IV (1065/1070-1123), duc de Caríntia i marcgravi de Verona
    - Engelbert II d'Ístria i I de Carniola (mort en 1141), marcgravi d'Ístria i Carniola, duc de Caríntia i marcgravi de Verona
      - Ulric I (+ 1144), duc de Caríntia i marcgravi de Verona
        - Enric V (mort el 1161), duc de Caríntia, marcgravi de Verona fins a 1151
        - Herman II (mort en 1181), duc de Caríntia
          - Ulric II (1176-1202), duc de Caríntia
          - Bernat II (vers 1180-1256), duc de Caríntia
            - Ulric III (vers 1220-1269), marcgrave de Carniola des de 1248, duc de Caríntia, casat amb Inés de Merània
            - Felip (+ 1279) arquebisbe electe de Salzburg, Patriarca d'Aquileia

      - Engelbert III (1124-1173), marcgravi d'Ístria, marcgravi de Toscana
      - Enric (+ 1169), bisbe de Troyes
      - Rapotó (mort el 1186), comte d'Ortenburg
      - Adelaida (morta el 1178), abadessa de Goss
      - Hartwig II (mort el 1164), bisbe de Ratisbona

    - Sigfrid II (mort en 1132), comte a Lebenau
    - Hartwig I (+ 1126), bisbe de Ratisbona
- Frederic (1022-1058)
- Eberard

## Línia comtal
- Esteve I (mort cap a 1080), probablement un cosí germà de Sigfrid I
  - Esteve II (mort cap 1118), probablement casat amb Sofia de Vornbach, vídua del comte Herman de Salm, anti rei d'Alemanya des 1081
    - Meginard I (+ 1136-1145), casat amb Mectilda, filla del comte Adalbert II de Nellenburg
      - Godofreu I (+ després de 1159), probablement casat amb Matilde (Mectilda), filla del duc de Lorena Simó I el Gras (1115-1139)
        - Godofreu II, probablement casat amb una filla del comte Gerlac de Veldenz
          - Godofreu III (vers 1175-1218), casat amb Adelaida, germana d'Enric III comte de Sayn, va morir en la Cinquena Croada
            - Joan I de Sponheim-Starkenburg (vers 1206-1266), comte de Sayn des 1263, probablement casat amb una filla del comte Frederic d'Isenberg, vegeu més avall "Sponheim-Starkenburg"
            - Enric (+ 1259), casat amb Inés de Heinsberg de
            - Simó I de Sponheim-Kreuznach (vers 1210-1264), casat amb Margarida de Heimbach, vegeu més avall "Sponheim-Kreuznach"

    - Gerard I, probablement es va casar amb una filla del comte Bertolf de Vianden
    - Hug (+ 1137), arquebisbe de Colònia
    - Jutta (1091-1136), abadessa en Disibodenberg

### Sponheim-Starkenburg

Escut de la casa de Sponheim-Starkenburg

- Joan I (vers 1206-1266), comte de Sayn des 1263, probablement casat amb una filla del comte Frederic d'Isenberg
  - Godofreu I de Sayn (+ 1284), casat amb Jutta d'Isenburg
  - Enric I (vers 1235-1289), casat amb Blancheflor, filla del comte Guillem IV de Jülich
    - Joan II (vers 1265-1324), casat amb Catalina de Vianden
      - Enric II (vers 1292-1323), casat amb Loretta de Salm
        - Joan III (vers 1315-1398), casat amb Mectilda del Palatinat, neboda de l'emperador Lluís IV
          - Joan IV (vers 1338-1413/1414), casat amb Isabel, filla del comte Walram de Sponheim-Kreuznach (vegeu més avall)
            - Joan V (vers 1359-1437), també comte de Sponheim-Kreuznach el 1417, casat amb Walburga de Leiningen, va morir sense fills

          - Mectilda (+ 1407-1410), casada amb el marcgravi Rudolf VI de Baden
          - Loretta, casada amb el comte Enric III de Veldenz
            - Frederic III de Veldenz (+ 1444)
              - Anna de Veldenz (vers 1390-1439), casada amb el comte palatí Esteve de Simmern-Zweibrücken

#### Sponheim-Kreuznach

Escut de la casa de Sponheim-Kreuzach

- Simó I (vers 1210-1264), casat amb Margarida de Heimbach
  - Joan I (vers 1245-1290), casat amb Adelaida de Leiningen
    - Joan II (vers 1270-1340), solter
    - Simó II a Kastellaun (vers 1270-1336), casat amb Isabel de Valkenburg
      - Walram (vers 1305-1380), casat amb Isabel de Katzenelnbogen
        - Simó III (vers 1330-1414), casat amb Maria de Vianden, va morir sense hereus mascles
          - Elisabeth (+ 1417), casada amb el comte Engelbert III de la Mark, en segon lloc amb el príncep Rupert Pipan, fill de Rupert del Palatinat

        - Isabel, casada amb Joan IV comte de Sponheim-Starkenburg (vegeu més amunt)